# Antonín Čížek
Antonín Emanuel Josef Čížek (22. března 1833 Slapy – 21. září 1883 Královské Vinohrady) byl český právník a politik, v 2. polovině 19. století poslanec Českého zemského sněmu.

## Biografie
Narodil se do rodiny finančního úředníka Antonína Václava Čížka a jeho manželky Josefy, rozené Lukešové. Vystudoval práva a působil pak na praxi v advokátní kanceláři Antonína Strobacha.
Profesí byl právník, specializoval se jako obhájce ve věcech trestních. Vykonával funkci zástupce ředitele Hypoteční banky. Angažoval se v družstvu pro výstavbu Národního divadla v Praze 1866. Byl předsedou výboru, který pořádal slavnostní položení základního kamene k Národnímu divadlu. Obhajoval například Julia Grégra, vydavatele Národních listů. Zasedal v pražském obecním zastupitelstvu a byl členem četných spolků a sdružení. Vydával politické a právní spisy.
V 60. letech 19. století se zapojil i do zemské politiky. V doplňovacích volbách v říjnu 1865 stal poslancem Českého zemského sněmu. Zastupoval kurii venkovských obcí, volební obvod Kolín, Kouřim, Uhlířské Janovice. Mandát zde obhájil i v řádných zemských volbách v Čechách v lednu 1867. Uspěl i v krátce poté konaných zemských volbách v březnu 1867, nyní za kurii venkovských obcí, obvod Žamberk, Rokytnice, Králíky.
V srpnu 1868 patřil mezi 81 signatářů státoprávní deklarace českých poslanců, v níž česká politická reprezentace odmítla centralistické směřování státu a hájila české státní právo. Čeští politici tehdy kvůli nesouhlasu s ústavním směřováním Rakouska-Uherska praktikovali politiku pasivní rezistence, kdy bojkotovali zemský sněm. Pro absenci byli zbavováni mandátů a opět manifestačně voleni v doplňovacích volbách. Čížek takto byl zbaven mandátu pro absenci v září 1868 a zvolen znovu v září 1869, nyní ovšem za obvod Vrchlabí – Rokytnice – Jilemnice v kurii venkovských obcí. Mandát v tomto okrsku obhájil také v řádných zemských volbách v roce 1870 a zemských volbách v roce 1872. Uspěl i v doplňovacích volbách v říjnu 1873. V doplňovacích volbách roku 1874 se pokoušel v obvodu Vrchlabí – Rokytnice – Jilemnice o obhajobu mandátu, ale zvolen byl staročeský konzervativec Jan Harrach a Čížek na sněmu nepůsobil.
Na sněmu se profiloval jako dobrý řečník. Díky svým právním znalostem zasedal počátkem 70. let v třicetičlenné sněmovní komisi pro přípravu česko-rakouského vyrovnání (fundamentální články). Roku 1871 byl také místo nemocného Karla Sladkovského zvolen do zemského výboru. Ve výboru se zasloužil o spuštění výstavby nové budovy pražské polytechniky. Politicky byl zpočátku součástí jednotné Národní strany (staročeské), později se přiklonil k nově ustavené Národní straně svobodomyslné (mladočeské). Za ni kandidoval v doplňovacích volbách roku 1874 do zemského sněmu, kdy se mladočeši rozhodli pro aktivní účast na sněmu a vymezili se tak proti pokračující pasivní rezistenci staročeské reprezentace (viz výše). Nebyl ale zvolen.
V prvních přímých volbách do Říšské rady roku 1873 byl zvolen do vídeňského parlamentu za kurii venkovských obcí v Čechách, obvod Mladá Boleslav, Nymburk, Turnov, Mnichovo Hradiště. Z politických důvodů se ale nedostavil do sněmovny, čímž byl jeho mandát 10. prosince 1873 prohlášen za zaniklý.
Zemřel na Vinohradech v září 1883, po delší těžké nemoci, která ho již sedm let před smrtí upoutala na lůžko. Pohřben byl na Olšanských hřbitovech.
Jeho syn Antonín Čížek II. byl jedním z odsouzených vůdců Českoslovanské omladiny.